# Stari Grad v Podbočju
Stari Grad v Podbočju je naselje v Občini Krško.
V vasi je nekoč stal Grad Kostanjevica